# Kanton Bastelica
Der Kanton Bastelica war bis 2015 ein französischer Wahlkreis im Arrondissement Ajaccio, im Département Corse-du-Sud und in der Region Korsika. Sein Hauptort war Bastelica.
Der Kanton war 221,57 km² groß und hatte 2696 Einwohner (1999).
Er bestand aus fünf Gemeinden:
| Gemeinde        | Einwohner | Code postal | Code Insee |
| --------------- | --------- | ----------- | ---------- |
| Bastelica       | 460       | 20119       | 2A031      |
| Cauro           | 1060      | 20117       | 2A085      |
| Eccica-Suarella | 684       | 20117       | 2A104      |
| Ocana           | 394       | 20117       | 2A181      |
| Tolla           | 98        | 20117       | 2A326      |